# 琉球犬
琉球犬（りゅうきゅういぬ、りゅうきゅうけん）は、沖縄県原産の犬である。

## 歴史
琉球犬は縄文時代に沖縄県に存在する縄文犬の一種で、イノシシ猟の猟犬として使役した。沖縄県では琉球犬をトゥラー（虎毛）あるいはアカイン（赤毛）と呼び、トゥラーの場合その毛の色に応じて赤トゥラー（赤虎毛）、黒トゥラー（黒虎毛）、白トゥラー（白虎毛）と呼ばれる。
弥生時代に入ると、日本列島の北海道と南西諸島を除く地域には、渡来人とともに縄文犬とは形質の異なる北方系の弥生犬が流入した。本州の日本犬にはそれらの犬の血が多く混じっている。その一方で、北海道と沖縄県では大陸系の犬の影響はわずかで縄文犬の血統が維持された。最近の研究で、北海道の北海道犬と琉球犬は遺伝子的に非常に近い関係にあることが証明されている。
しかしながら第二次世界大戦の影響で数が激減してしまった。また、アメリカ軍と共に洋犬が多数流入したことによって街から姿を消した。以降はイノシシ猟が盛んであった沖縄本島北部の山原や八重山諸島の石垣島で猟犬として細々と残った。
転機となったのは田名部謙一による遺伝学的検査で、これがきっかけとなり在来犬の飼育・形態調査が行われるようになった。それに参加していた当時の動物管理所の所長だった新垣義雄は、在来犬の保護の提言をよく受けていた。
そこで新垣が中心となって1990年（平成2年）に会員数23人と琉球犬17頭で「琉球犬保存会」が発足。血統登録を始めて、会員に専門家が多かったこともあり、発足から僅か5年で1995年（平成7年）に沖縄県の天然記念物に指定された。
2000年（平成12年）には会員は320人、琉球犬は1200頭余りまで増加した。しかしながら会員の高齢化により保存会は休止。血統書の発行も行われなくなった。また、島内に保存の知識のある人が少なくなったことに、テレビで取り上げられたことによる知名度が上がったことが相まって、乱雑な交配が行われる問題もある。
沖縄県立中部農林高等学校では2017年4月から琉球犬の保存に挑戦している。
2018年（平成30年）の頭数は450頭ほどである。

## 特徴
- 中型犬[7]。
- 体高：オス 49 - 55cm、メス 46 - 52cm[1]。
- 体重：15 - 20kg。
- 耳：逆八の字状の立ち耳[7]。
- 目：瞳の色は茶色もしくは青色。
- 尾：半円形の差し尾[7]。
- 被毛：硬く短い毛の二重構造（ダブルコート）で、密生しておらず耐暑性に優れる。色は赤、白、黒、虎、焦げ茶等[1]。
- 性格・性質：人なつっこい、縄張り意識が強い、暑さに強い[2]。
- 「狼爪（ろうそう）」と呼ばれる6本指や[7]、舌に斑紋がある「舌斑」がある[1][7]。
- 山原系と八重山系という2種類の系統が存在する[8]。

## 畜犬団体
琉球犬の畜犬団体には、以下のものがある。（1990年現在）
- 琉球犬保存会